# Macromia splendens
Macromia splendens là một loài chuồn chuồn ngô thuộc họ Macromiidae. Nó được tìm thấy ở Pháp, Bồ Đào Nha, và Tây Ban Nha. Các môi trường sống tự nhiên của chúng là các con sông và các khu vực chứa nước. Nó bị đe dọa do mất môi trường sống.